# Portugiesenviertel

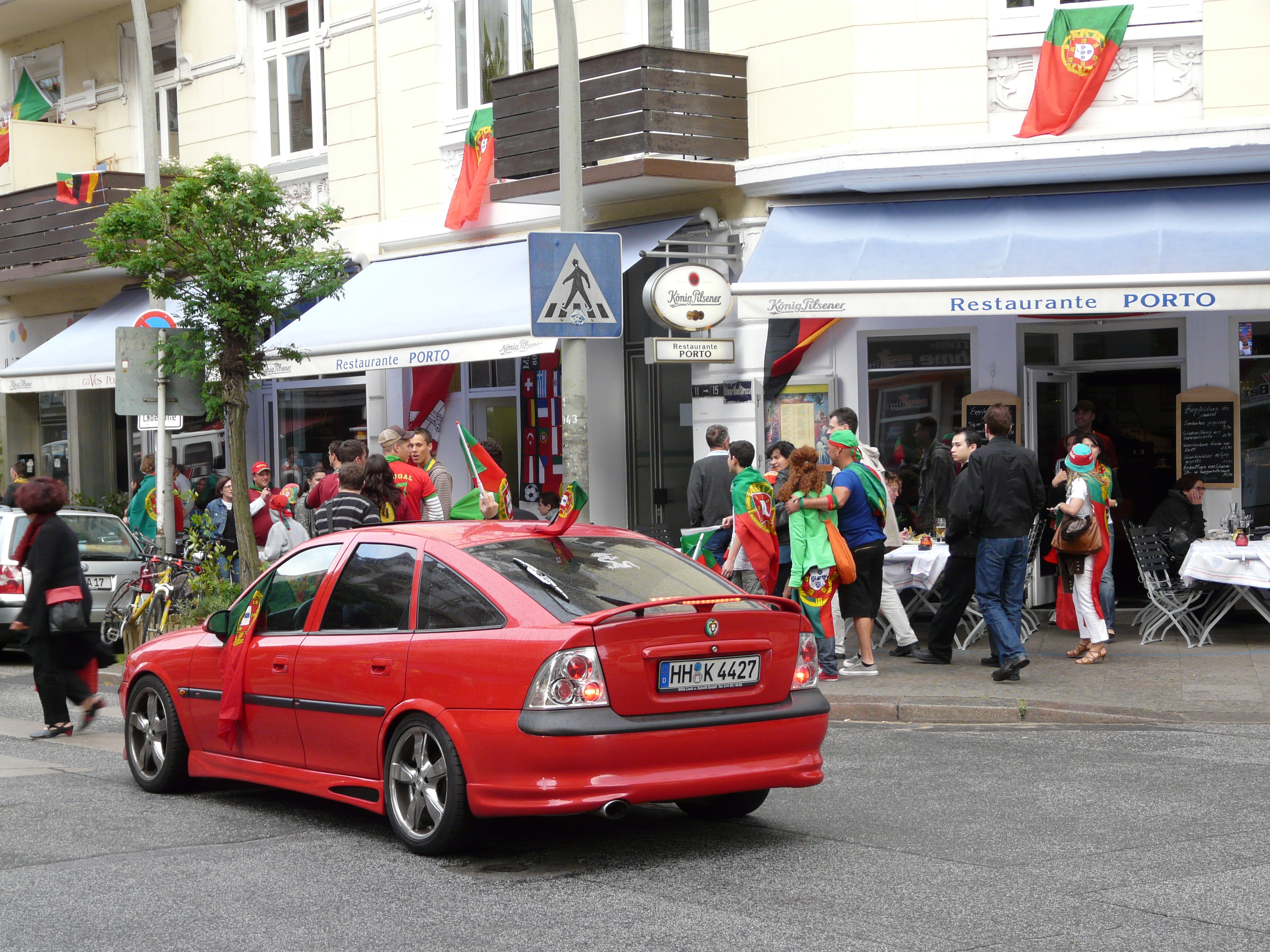
Szenerie im Portugiesenviertel während der Fußball-Europameisterschaft 2008

Das Portugiesenviertel in Hamburg ist ein Quartier im südlichen Teil der Hamburger Neustadt. Der Name beruht auf den zahlreich hier ansässigen Einwanderern aus Spanien und Portugal und der vor allem durch sie geprägten Gastronomie. Das Viertel ist vor allem bei Touristen beliebt und wird entsprechend vermarktet.

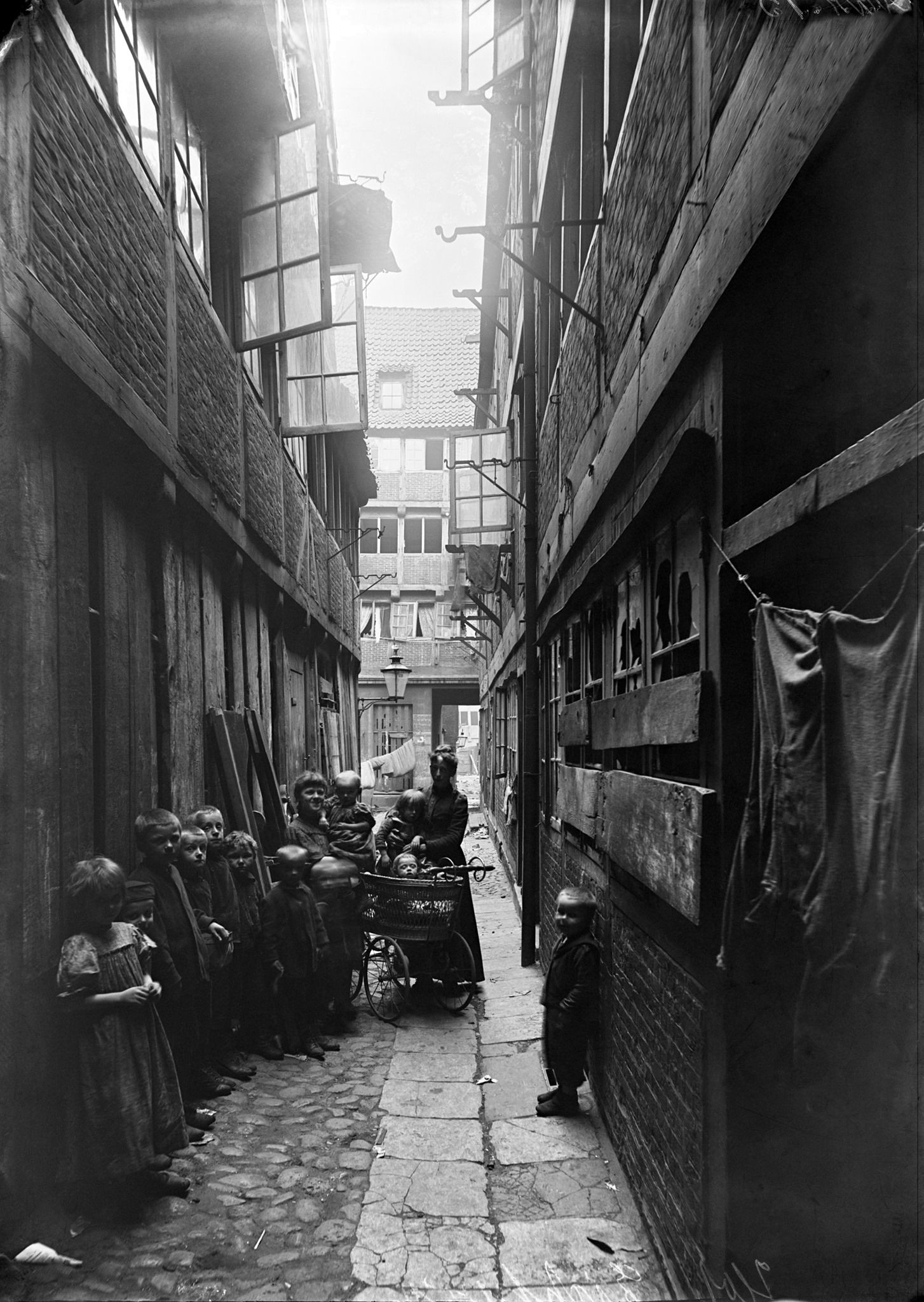
Gängeviertel beim Eichholz vor dem Abriss um 1900

Das Viertel reicht vom Hafentor (U/S-Bahn-Station Landungsbrücken) im Westen bis zum Schaarmarkt und Neustädter Neuen Weg im Osten. Die nördliche Grenze bilden die Straßen Eichholz bzw. Venusberg, die direkt am Hafenrand verlaufenden Straßen Johannisbollwerk und Vorsetzen begrenzen das Viertel nach Süden. Als Hauptstraße des Portugiesenviertels gilt die Ditmar-Koel-Straße, benannt nach einem Hamburger Bürgermeister des 16. Jahrhunderts.
Die Architektur des Viertels wird durch Bauten aus der Zeit um 1900 dominiert. Sie entstand im Zuge der Flächensanierung der vormals hier befindlichen Gängeviertel. Das Gebiet war ursprünglich durch Hafenarbeiter, Kleingewerbe und Unternehmen der Schifffahrtsbranche geprägt. Nach wie vor ansässig sind die nordischen Seemannskirchen und einige Schifffahrtsunternehmen. Diese Unternehmen sind die Reedereien „Nord“ Klaus E. Oldendorf, die Schulte Group, die Bugsier Reederei und die bereits 1793 gegründete Reederei Petersen & Alpers. Diese Firmen finden sich am südlichen Rande des Portugiesenviertels. Einziges verbliebenes Unternehmen aus der Branche der Schiffsausrüster ist die Eisenkrämerei Chr. Weimeister. Die 1768 gegründete Hafenapotheke liefert heute noch medizinische Ausrüstung für Seeschiffe.
Traditionell stark vertreten in diesem Viertel war und ist das Kleingewerbe, vor allem die Gastronomie. In den 2000er Jahren kam es zu einem deutlichen Anwachsen gastronomischer Betriebe, sodass im Jahr 2011 etwa 40 Cafés und Restaurants gezählt wurden.
In den 1970er Jahren wurde das Quartier zu einem Anlaufpunkt portugiesischer Einwanderer. Der Grund für diese Entwicklung waren die vergleichsweise günstigen Mieten und die Nähe zum Hafen mit den dort angebotenen Arbeitsplätzen. Diese Zuwanderung gab dem Viertel auch seinen heutigen Namen. Allerdings ist die Zahl der Anwohner mit portugiesischen Wurzeln seit Jahren stark rückläufig. Aus der Zuwanderung der Portugiesen (aber auch Spanier) resultieren zahlreiche portugiesische und spanische Restaurants, Cafés und Pastelarias. Diese Betriebe prägen das kulturelle Zentrum mehrerer tausend Einwanderer aus Südwesteuropa. Das Portugiesenviertel ist ebenso Anziehungspunkt für Touristen und Anlaufstelle für Beschäftigte in den umliegenden Bürogebäuden zur Mittagszeit. Zudem beheimatet es die in der Ditmar-Koel-Straße gelegenen Nordischen Seemannskirchen: die schwedische Gustaf Adolfskyrkan, die dänische Benediktekirken, die norwegische Sjømannskirken und die finnische Hampurin merimieskirkko.